# Stadion Gdańskiego Ośrodka Sportu
Stadion Gdańskiego Ośrodka Sportu – stadion piłkarski i rugby w Gdańsku, w dzielnicy Aniołki. Od 2000 r. stanowi własność Gdańskiego Ośrodka Sportu (wcześniej funkcjonował pod nazwą Miejski Ośrodek Sportu i Rekreacji). W latach 1945–2011 swoje mecze rozgrywała drużyna piłkarska Lechii Gdańsk. Na co dzień funkcjonuje jako obiekt treningowy. Rozgrywają na nim mecze rugbiści Lechii Gdańsk, a w przeszłości także piłkarze Lechii Gdańsk rywalizujący w rozgrywkach Młodej Ekstraklasy. Od sezonu 2023/2024 na tym stadionie mecze domowe rozgrywa TLG Baltia Gdańsk, zaczynająca od grania w Klasie B.

## Historia
W pierwszej połowie lat 20. XX wieku nastąpiła eksplozja futbolu w Gdańsku. W ciągu zaledwie kilku lat rozpoczęło w Gdańsku działalność kilkanaście nowych klubów sportowych z sekcjami piłkarskimi, bądź samodzielnych drużyn futbolowych. Początkowo (wybudowany w 1927, a w 1935 zmodernizowany) stadion Jahnkampfbahn nie posiadał stałego "gospodarza". Dopiero w 1945, kiedy to utworzono klub Baltia, przekształcony później w Lechię Gdańsk, zaczęto rozgrywać na nim mecze ligowe. W sierpniu 2011 drużyna piłkarska seniorów Lechii przeniosła się na nowo wybudowany Stadion w Gdańsku. Na obiekcie pozostały jednak drużyny młodzieżowe, rezerwy, a także rugbyści.
Z obiektu korzystali również Świadkowie Jehowy, którzy na stadionie organizowali kongresy (1984, 1986–1988, 1990–2003; co roku go remontując). W 1990 roku na stadionie odbyły się „Igrzyska Solidarności”.
Jedyny mecz reprezentacji Polski na stadionie odbył się 12 kwietnia 1987 w ramach eliminacji do ME 1988. Polska zremisowała wtedy z reprezentacją Cypru 0:0.

### Pozostałości po II wojnie światowej[5]
W 2006 r. robotnicy prowadzący prace ziemne pod trybuną krytą stadionu oraz parkingiem znajdującym się za tą trybuną, znaleźli niewybuchy z okresu II wojny światowej. Istnieją dwie hipotezy na temat ich znalezienia się w tym miejscu. Pierwsza mówi, że po prostu znajdował się tam magazyn amunicji. Druga zakłada, że Niemcy, wypierani z Gdańska w 1945 przez Armię Czerwoną, umyślnie podłożyli w tym miejscu materiały wybuchowe, aby na wypadek uroczystości organizowanej przez Rosjan móc je zdetonować.

### Współczesność[5]
W ostatnich kilkunastu latach stadion modernizowano, m.in. zastąpiono na tzw. trybunie prostej drewnianych ław plastikowymi krzesełkami czy wymianę nawierzchni na płycie boiska. W przerwie zimowej sezonu 2007/2008 zostało zamontowane oświetlenie, zaś system podgrzewania murawy został zainstalowany w przerwie między sezonami w 2008 roku.

## Położenie
Stadion położony jest w naturalnym dole, który na potrzeby jego wybudowania został powiększony i wyrównany. Najwyższe rzędy trybun mieszczą się na wysokości głównych wejść.
Wejście boczne, z którego korzystają wyłącznie kibice gości, mieści się przy ul. Mariana Smoluchowskiego - dokładnie naprzeciwko zespołu budynków Gdańskiego Uniwersytetu Medycznego.

### Trybuna leśna
Stadion leży u podnóża porośniętej niewielkim lasem Szubienicznej Góry, której szczyt jest dobrym punktem widokowym w stronę stadionu. Gdy stadion był zamykany dla publiczności, kibice Lechii Gdańsk korzystali z tej dogodności, a obszar stoku góry jest nazywany trybuną leśną.

## Komunikacja
Na stadion można dojechać liniami tramwajowymi nr 2, 3, 4, 6, 9, 11 i 12 (przystanek Traugutta), autobusowymi 115, 131 i 283 (przystanek Centrum Medycyny Inwazyjnej) lub Szybką Koleją Miejską (przystanek Gdańsk Politechnika).